# Ohmbach
Ohmbach es un municipio situado en el distrito de Kusel, en el estado federado de Renania-Palatinado (Alemania). Tiene una población estimada, a fines de 2021, de 791 habitantes.
Está ubicado en la zona centro-oeste del estado, cerca de la frontera con el estado de Sarre y al sur del río Nahe, un afluente del Rin por su margen izquierda.